# 久我山駅

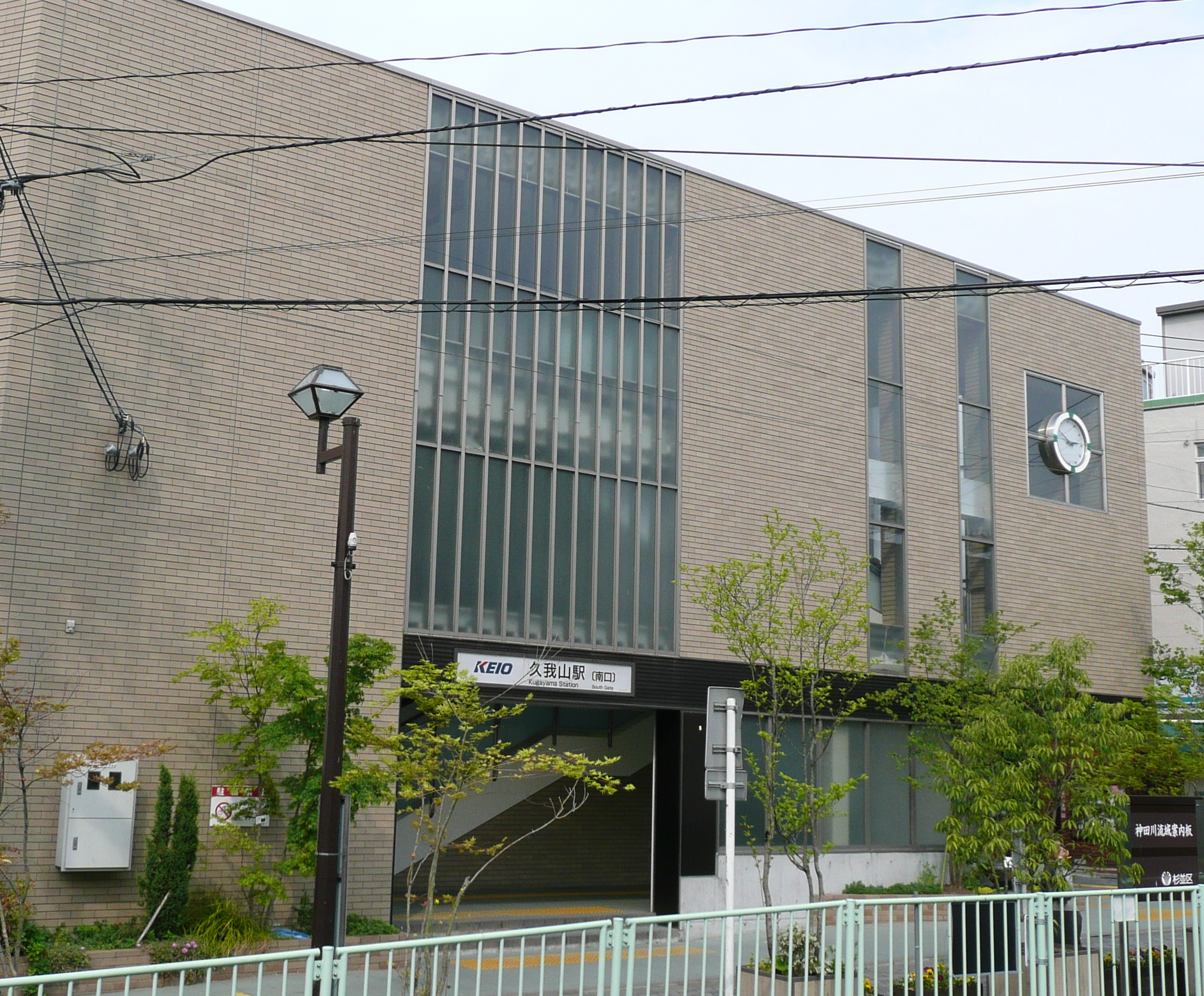
南口（2011年4月撮影）

久我山駅（くがやまえき）は、東京都杉並区久我山四丁目にある、京王電鉄井の頭線の駅である。井の頭北管区所属。駅番号はIN14。

## 歴史

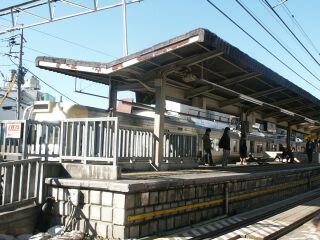
改築前のホーム（2003年12月撮影）

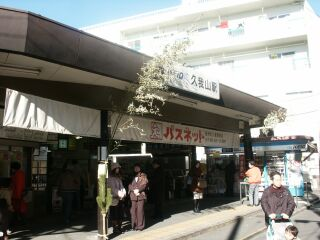
改築前の駅入口（2003年12月撮影）

- 1933年（昭和8年）8月1日：帝都電鉄の駅として開設。
- 1940年（昭和15年）5月1日：小田原急行鉄道と合併、同社帝都線の駅となる。
- 1942年（昭和17年）5月1日：小田急電鉄が東京急行電鉄（大東急）へ併合。
- 1948年（昭和23年）6月1日：東急から京王帝都電鉄が分離、同社井の頭線の駅となる。
- 2005年（平成17年）
  - 2月11日：橋上駅舎（南口）使用開始。
  - 12月17日：橋上駅舎（北口）使用開始。
- 2013年（平成25年）12月18日：列車接近メロディを、当地在住の湯山昭作曲の童謡「山のワルツ」と「おはなしゆびさん」へ変更[注釈 1][1]。
- 2024年（令和6年）12月22日：ホームドアの使用を開始[2]。

## 駅構造
島式ホーム1面2線を有する地上駅。橋上駅舎を備える。
以前は現在の北口に地上駅舎があり、改札口とホーム間は地下道で連絡していた。当時は南口はなく、線路南側より駅へ入場するには、踏切を北側へ渡る必要があった。また、踏切内からホームへ直通する車椅子用スロープが設置されていた。
北口・南口共に橋上駅舎の改札フロアへはそれぞれエレベーターとエスカレーターが設置されている。エスカレーターは北口が上下両方向なのに対し、南口は上り方向のみである。
2005年（平成17年）に駅舎が改築されると共に、飲食店や物販などのテナントが入居するようになった。
また、井の頭線急行停車駅で唯一他路線との接続及び緩急接続がない駅である（緩急接続駅は永福町駅以外存在しない）。

### のりば
| 番線 | 路線     | 方向 | 行先                     |
| ---- | -------- | ---- | ------------------------ |
| 1    | 井の頭線 | 下り | 吉祥寺方面               |
| 2    | 井の頭線 | 上り | 明大前・下北沢・渋谷方面 |

## 利用状況
2024年度（令和6年度）の1日平均乗降人員は38,168人である。井の頭線の駅としては渋谷駅、吉祥寺駅、下北沢駅、明大前駅に次いで第6位である。
近年の1日平均乗降・乗車人員の推移は以下の通り。
| 年度               | 1日平均 乗降人員 | 1日平均 乗車人員 | 出典     |
| ------------------ | ---------------- | ---------------- | -------- |
| 1955年（昭和30年） | 14,103           |                  |          |
| 1960年（昭和35年） | 20,449           |                  |          |
| 1965年（昭和40年） | 30,066           |                  |          |
| 1970年（昭和45年） | 39,537           |                  |          |
| 1975年（昭和50年） | 39,044           |                  |          |
| 1980年（昭和55年） | 37,579           |                  |          |
| 1985年（昭和60年） | 38,003           |                  |          |
| 1990年（平成02年） | 38,125           | 18,567           | [ * 1 ]  |
| 1991年（平成03年） |                  | 19,079           | [ * 2 ]  |
| 1992年（平成04年） |                  | 18,989           | [ * 3 ]  |
| 1993年（平成05年） |                  | 18,984           | [ * 4 ]  |
| 1994年（平成06年） |                  | 18,756           | [ * 5 ]  |
| 1995年（平成07年） | 37,977           | 18,557           | [ * 6 ]  |
| 1996年（平成08年） | 37,124           | 18,247           | [ * 7 ]  |
| 1997年（平成09年） | 36,222           | 17,773           | [ * 8 ]  |
| 1998年（平成10年） | 36,286           | 17,798           | [ * 9 ]  |
| 1999年（平成11年） | 35,444           | 17,370           | [ * 10 ] |
| 2000年（平成12年） | 35,529           | 17,232           | [ * 11 ] |
| 2001年（平成13年） | 35,494           | 17,392           | [ * 12 ] |
| 2002年（平成14年） | 35,545           | 17,433           | [ * 13 ] |
| 2003年（平成15年） | 35,968           | 17,454           | [ * 14 ] |
| 2004年（平成16年） | 36,337           | 17,671           | [ * 15 ] |
| 2005年（平成17年） | 36,873           | 18,060           | [ * 16 ] |
| 2006年（平成18年） | 37,579           | 18,512           | [ * 17 ] |
| 2007年（平成19年） | 37,562           | 18,667           | [ * 18 ] |
| 2008年（平成20年） | 37,453           | 18,671           | [ * 19 ] |
| 2009年（平成21年） | 37,178           | 18,540           | [ * 20 ] |
| 2010年（平成22年） | 36,850           | 18,384           | [ * 21 ] |
| 2011年（平成23年） | 36,633           | 18,265           | [ * 22 ] |
| 2012年（平成24年） | 37,511           | 18,718           | [ * 23 ] |
| 2013年（平成25年） | 38,264           | 19,085           | [ * 24 ] |
| 2014年（平成26年） | 38,428           | 19,148           | [ * 25 ] |
| 2015年（平成27年） | 39,341           | 19,585           | [ * 26 ] |
| 2016年（平成28年） | 39,697           | 19,792           | [ * 27 ] |
| 2017年（平成29年） | 40,261           | 20,068           | [ * 28 ] |
| 2018年（平成30年） | 40,722           | 20,307           | [ * 29 ] |
| 2019年（令和元年） | 40,879           | 20,344           | [ * 30 ] |
| 2020年（令和02年） | 30,329           | 15,104           | [ * 31 ] |
| 2021年（令和03年） | 33,392           |                  |          |
| 2022年（令和04年） | 36,028           |                  |          |
| 2023年（令和05年） | 37,302           |                  |          |
| 2024年（令和06年） | 38,168           |                  |          |

## 駅周辺

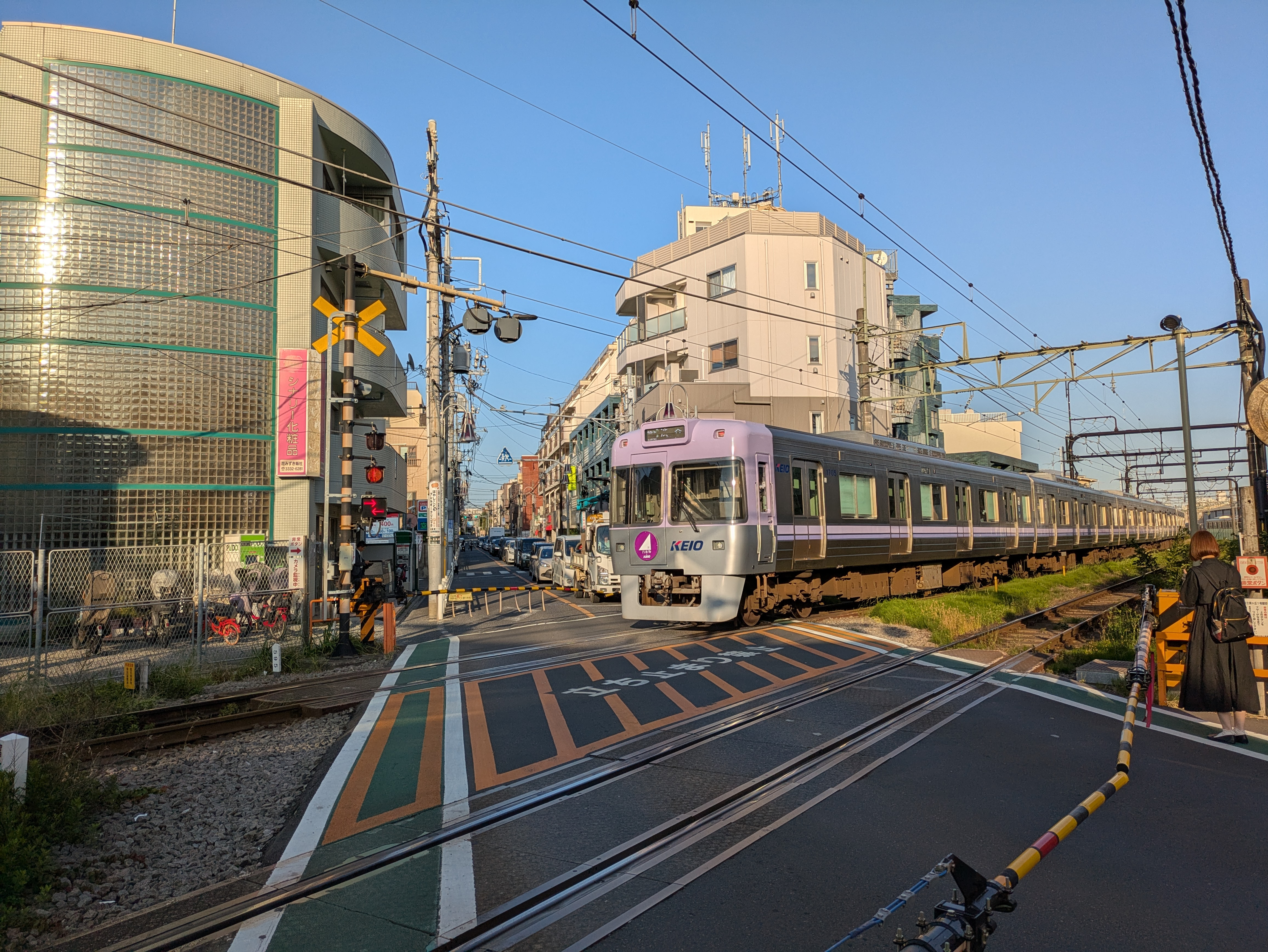
久我山駅渋谷寄りで人見街道が交差する

南口には人見街道が通っている。さらに正面には岩崎通信機へ通じる商店街、通称「岩通通り」がある。目の前に神田川があり、久我山橋が駅前広場となっている。
北口は南口よりも賑やかな商店街であり、少し歩くと住宅街に入る。
- 東京都立西高等学校
- 國學院大學久我山中学校・高等学校
- 杉並区立西宮中学校
- 杉並区立高井戸第二小学校
- ピーコックストア（旧大丸ピーコック）久我山店
- サミットストア久我山店
- 久我山稲荷神社
- 社会福祉法人康和会 久我山病院：南口より無料送迎バス（「福祉シャトルバス」と呼称）が発着する[6]。なお、所在地は杉並区久我山ではなく世田谷区北烏山。
- 岩崎通信機本社
- 杉並久我山郵便局
- 人見街道（東京都道14号新宿国立線）
- 神田川
- 京王電鉄富士見ヶ丘検車区
- 高井戸公園（整備中）
  - 久我山運動場

### 路線バス
駅前に「久我山駅」バス停が所在している。
なお、関東バスにも「久我山」バス停が存在するが、当駅からは離れており（徒歩15分程度）、地理的な関連はない。
京王バス
- 鷹64 三鷹駅南口 行き（深夜バスあり）
- 鷹64 永福町 行（入出庫のため本数は少ない）
  - 永福町行（三鷹駅からの到着便）乗り場は南口サミットストア前に、三鷹駅行乗り場は井の頭線の踏切を挟んで反対側の北口にある。いずれも人見街道沿い。

関東バス
- すぎ丸（かえで路線）西荻窪駅 行（コミュニティバス）
  - 北口より徒歩3分程の大丸ピーコック駐車場脇に乗り場がある。

## 隣の駅
京王電鉄
 井の頭線
■急行
永福町駅 (IN09) - 久我山駅 (IN14) - 吉祥寺駅 (IN17)
■各駅停車
富士見ヶ丘駅 (IN13) - 久我山駅 (IN14) - 三鷹台駅 (IN15)
- 沿線でのイベントなどの開催時には、通常の隣の停車駅との間にある以下の駅に停車する場合がある。 
  - 花見シーズン土休日には、一部急行が井の頭公園駅に臨時停車する。